# Friedberg, Hessen
Friedberg (phát âm tiếng Đức: [ˈfʁiːtˌbɛʁk] ⓘ; tên chính thức: Friedberg (Hessen)) là thị trấn và là thủ phủ của huyện Wetteraukreis, thuộc bang Hessen, Đức. Nơi đây nằm cách Frankfurt am Main 26 km (16 dặm) về phía bắc.